# 和讃
和讃（わさん）は、仏・菩薩、祖師・先人の徳、経典・教義などに対して和語を用いてほめたたえる讃歌である。声明の曲種の一。サンスクリット語を用いてほめたたえる「梵讃」、漢語を用いてほめたえる「漢讃」に対する。
七五調の形式の句を連ねて作られたものが多く、これに創作当時流行していた旋律を付して朗唱する。
原型である「讃歎」（さんだん）を和讃の一種とみなす事もある。

## 概要
作者が推定とされるものについては、作者名の前に「伝」を付す。
作者の生没年は、西暦で表示する。そのため和暦を換算した西暦と異なる場合がある。

### 原型
和讃の原型である「讃歎」（「仏教讃歎」、「讃談」とも）は、古く奈良時代にさかのぼる。和文の声明（しょうみょう）で、曲調は「梵讃」・「漢讃」に準ずる。歌体は、一致しない。法会の奉讃供養に用いる歌謡として作られたと考えられている。
伝光明皇后（701年 - 760年）、もしくは行基（668年 - 749年）
『法華讃歎』（ほつけさんたん）
伝行基
『百石讃歎』（ももさかさんだん）
文室真人智努（ぶんよのまひとちぬ）（693年 - 770年）
『仏足石歌』（ぶっそくせきか）
天平勝宝5年（753年）の作
薬師寺の「仏足石」（国宝）の後方に「仏足跡歌碑」（国宝）が残る。
万葉仮名を用いる。歌体は、五 - 七 - 五 - 七 - 七 - 七調で「仏足跡歌体」と呼ばれる。
伝円仁（794年 - 864年）
『舎利讃歎』（しゃりさんだん）
「讃歎」から「和讃」への転換となる。現在は、真言宗にその声明が伝わる。

### 和讃
「和讃」は、「讃歎」の流行の後を受け平安時代中期頃には成立・定着する。和讃は、広く民衆の間に流布し、仏教の布教だけでなく、日本の音楽にも大きな影響を与え、民謡や歌謡、ことに演歌などの歌唱法に影響の形跡がある。

#### 古和讃
平安時代中期〜後期に作成された「古和讃」という。
伝良源（912年 - 985年）
『本覚讃」
千観（918年 - 984年）
『極楽浄土弥陀和讃』
源信（942年 - 1017年）
『極楽六時讃』
『来迎讃』などがある。
ほとんど平安中期の天台浄土教によって流布したものである

#### 鎌倉仏教
鎌倉時代には、和讃は布教の用に広く認められ、鎌倉仏教各宗で流行をした。また旧仏教である真言宗・天台宗などにも影響が及び、『高僧讃』・『神祇讃』などの和讃が作られた。
親鸞（1173年 - 1263年）
『浄土和讃』
『高僧和讃』
『正像末和讃』
『皇太子聖徳奉讃』75首
『大日本国粟散王聖徳太子奉讃』114首
- 上記の和讃集の内、『浄土和讃』・『高僧和讃』・『正像末和讃』は、総称して「三帖和讃」と呼ぶ。
- 『正像末和讃』に収められている「正像末浄土和讃」の58首目は、「恩徳讃」と呼ばれ、法要や法話の終わりに、和讃を読誦する際とは別の曲調で歌われる。
- 後に親鸞は、浄土真宗の宗祖とされる。

一遍（1239年 - 1289年）
『別願讃』
- 後に一遍は、時宗の宗祖とされる。別名、「遊行上人」。

他阿（1237年 - 1319年）
『浄業和讃』（じょうごうわさん）
『浄業和讃』は、「往生讃」と他13編からなる。
- 後に他阿を時宗では、「遊行上人二世」・「時宗二祖」とする。